# Danska akademien
Danska Akademien (Det Danske Akademi) är en självständig institution som instiftades den 28 november 1960 på initiativ av författaren Karl Bjarnhof och konsthistorikern Christian Elling. Syftet med akademin är ”at virke for dansk ånd og sprog, især inden for litteraturen”. Akademien har för närvarande nitton aktiva ledamöter, som enligt stadgarna till största delen ska utgöras av skönlitterära författare, men också litteratur- och språkforskare ingår. Det Danske Akademis store pris delas ut vartannat år och räknas som landets främsta litterära utmärkelse, och flera andra priser till framför allt författare utses av institutionen. Ledamöterna sammanträder en gång i månaden i akademiens lokaler på Karen Blixens Rungstedlund.

## Nuvarande ledamöter
Akademien hade ursprungligen tolv ledamöter men antalet utökades 1961 med fyra stycken till sexton. Sedan 1994 är det möjligt att öka antalet aktiva ledamöter till tjugo. Passiva medlemmar avsäger sig sin rösträtt men får delta i akademiens sammanträden. Nya ledamöter väljs in på livstid men det går att utträda ur akademien. Sedan 2020 är Lasse Horne Kjældgaard akademiens sekreterare. 
| Invald år | Ledamot                |
| --------- | ---------------------- |
| 1989      | Klaus Høeck            |
| 1989      | Jørn Lund              |
| 1989      | Pia Tafdrup            |
| 1995      | Søren Ulrik Thomsen    |
| 1997      | Suzanne Brøgger        |
| 1997      | Peter Laugesen         |
| 2001      | Frederik Stjernfelt    |
| 2001      | Per Øhrgaard           |
| 2005      | Svend Åge Madsen       |
| 2007      | Poul Erik Tøjner       |
| 2012      | Ida Jessen             |
| 2013      | Lasse Horne Kjældgaard |
| 2014      | Anne-Marie Mai         |
| 2014      | Henrik Nordbrandt      |
| 2014      | Marianne Stidsen       |
| 2018      | Ursula Andkjær Olsen   |
| 2018      | Thomas Boberg          |
| 2020      | Naja Marie Aidt        |
| 2020      | Cecilie Eken           |
| 2020      | Olga Ravn              |
| 2020      | Harald Voetmann        |
| 2021      | Dan Ringgaard          |

1. 1 2 3 4 5 6 7  Passiv medlem
2. ↑  Akademiens sekreterare

## Tidigare ledamöter
Erik Aalbæk Jensen 1977–1997, Kjeld Abell 1960–1961, Benny Andersen 1972–2018, F. J. Billeskov Jansen 1967–2002, Karl Bjarnhof 1960–1975, Karen Blixen 1960–1962, Jørgen Gustava Brandt 1969–2006, H. C. Branner 1960–1966, Hans Brix 1960–1961, Torben Brostrøm 1973–2020, Mogens Brøndsted 1975–2006, Thorkild Bjørnvig 1960–2004, Inger Christensen 1978–2008, Paul Diderichsen 1962–1964, Christian Elling 1960–1974, Otto Gelsted 1961–1968, Elsa Gress 1975–1988, Uffe Harder 1973–2002, William Heinesen 1961–1991, Agnes Henningsen 1960–1962, Poul Henningsen 1963–1967, Sven Holm 2001–2019, Pia Juul 2005–2020, Per Kirkeby 1982–2018, Erik Knudsen 1966–1972, Tom Kristensen 1960–1974, K. E. Løgstrup 1961–1981, Sven Møller Kristensen 1961–1991, Jacob Paludan 1960–1975, Leif Panduro 1976–1976, Steen Eiler Rasmussen 1961–1990, Klaus Rifbjerg 1967–2015, Paul V. Rubow 1960–1972, Astrid Saalbach 2011–2020, Ole Sarvig 1972–1981, Tage Skou-Hansen 1982–2015, Knud Sønderby 1960–1966, Jens Smærup Sørensen 1995–2020, Villy Sørensen 1965–2001, Ole Wivel 1964–2004

## Priser
Danska Akademien utdelar följande priser:
- Danska Akademiens Stora Pris
- Sällskapets Pris
- Kjeld Abells Minnesfond
- Otto Gelsteds Minnesfond
- Klaus Rifbjergs debutantpris för lyrik
- Beatrice-Priset
- Akademiens översättarpris
- Hvass-Priset
- Silas-Priset

Dessutom utdelas två medaljer:
- Sällskapets medalj
- Blixen-medaljen